# Gare de Barr
La gare de Barr est une gare ferroviaire française située sur le territoire de la commune de Barr, dans la collectivité européenne d'Alsace, en région Grand Est.
Elle est mise en service en 1864 par la Compagnie des chemins de fer de l'Est. 
C'est une gare voyageurs de la Société nationale des chemins de fer français (SNCF), du réseau TER Grand Est, desservie par des trains express régionaux.

## Situation ferroviaire
Établie à 202 mètres d'altitude, la gare de Barr est située au point kilométrique (PK) 17,434 de la ligne de Sélestat à Saverne (voie unique) entre les gares d'Eichhoffen et de Gertwiller.
Gare d'évitement, elle dispose d'une deuxième voie pour le croisement des trains.

## Histoire
La station de Barr est mise en service le 28 septembre 1864 par la Compagnie des chemins de fer de l'Est lorsqu'elle ouvre à l'exploitation la ligne de Strasbourg à Barr via Molsheim. La ligne ainsi que ses embranchements vers Mutzig et Wassellonne avaient été concédés en 1860 au « Chemin de fer vicinal de Strasbourg au pied des Vosges ».
En 1871, la gare entre dans le réseau de la Direction générale impériale des chemins de fer d'Alsace-Lorraine (EL) à la suite de la défaite française lors de la guerre franco-allemande de 1870 (et le traité de Francfort qui s'ensuivit).
La ligne est prolongée jusqu'à Sélestat le 1er août 1877. À cette occasion, la Direction générale impériale des chemins de fer d'Alsace-Lorraine construit un nouveau bâtiment voyageurs situé plus au sud.
De 1887 à 1906, elle était une étape majeure du transport du bois qui y était amené depuis la vallée de la Kirneck (de) par un chemin de fer forestier après un dernier parcours en chariots à bœufs.
Le 19 juin 1919, la gare entre dans le réseau de l'Administration des chemins de fer d'Alsace et de Lorraine (AL), à la suite de la victoire française lors de la Première Guerre mondiale. Puis, le 1er janvier 1938, cette administration d'État forme avec les autres grandes compagnies la SNCF, qui devient concessionnaire des installations ferroviaires de Barr. Cependant, après l'annexion allemande de l'Alsace-Lorraine, c'est la Deutsche Reichsbahn qui gère la gare pendant la Seconde Guerre mondiale, du 1er juillet 1940 jusqu'à la Libération (en 1944 – 1945).
Le 2 mai 1945, les habitants de la commune viennent nombreux pour accueillir un train de prisonniers de retour d'Allemagne.
Barr comportait également un dépôt-relais secondaire. L'ancienne remise à locomotives et le château d'eau attenant accueillent de nos jours une serrurerie et un magasin de matériel de jardin.
En 1962, la gare dispose de plusieurs voies de service et d'un quai militaire.
En 2022, la SNCF estime la fréquentation de la gare à 341 948 voyageurs.

## Fréquentation
De 2015 à 2024, selon les estimations de la SNCF, la fréquentation annuelle de la gare s'élève aux nombres indiqués dans le tableau ci-dessous.
| Année                      | 2015    | 2016    | 2017    | 2018    | 2019    | 2020    | 2021    | 2022    | 2023    | 2024    |
| -------------------------- | ------- | ------- | ------- | ------- | ------- | ------- | ------- | ------- | ------- | ------- |
| Voyageurs                  | 302 911 | 290 643 | 298 416 | 289 868 | 302 765 | 214 461 | 259 665 | 341 948 | 361 280 | 370 408 |
| Voyageurs et non voyageurs | 378 638 | 363 304 | 373 021 | 362 335 | 378 456 | 268 076 | 324 581 | 427 435 | 451 600 | 463 011 |

## Service des voyageurs

### Accueil
Halte SNCF, c'est un point d'arrêt non géré (PANG) à accès libre. Elle est équipée d'automates pour l'achat de titres de transport.

### Desserte
Barr est une halte voyageurs SNCF du réseau TER Grand Est desservie par des trains express régionaux de la relation Strasbourg - Obernai - Barr - Sélestat.

### Intermodalité
Un parc pour les vélos et un parking pour les véhicules y sont aménagés.

## Patrimoine ferroviaire
La gare de 1864 possédait un bâtiment du type C de la Compagnie de l'Estconstitué d'un corps central transversal avec trois travées côté cour et deux côté voie, flanqué par deux ailes basses d'une travée. Il est transformé en habitation entouré par un parc et un champ de foire qui ont remplacé l'ancienne gare, avant d'être démoli vers 1970, il se trouve à l'emplacement du lycée Schuré.
L'ancien bâtiment voyageurs, construit en 1877 par la Direction des chemins de fer d'Alsace-Lorraine, est toujours présent sur le site de la gare. Bâti avec une façade en grès et des entourages de baies en pierre calcaire[réf. souhaitée], il se compose de cinq parties : 

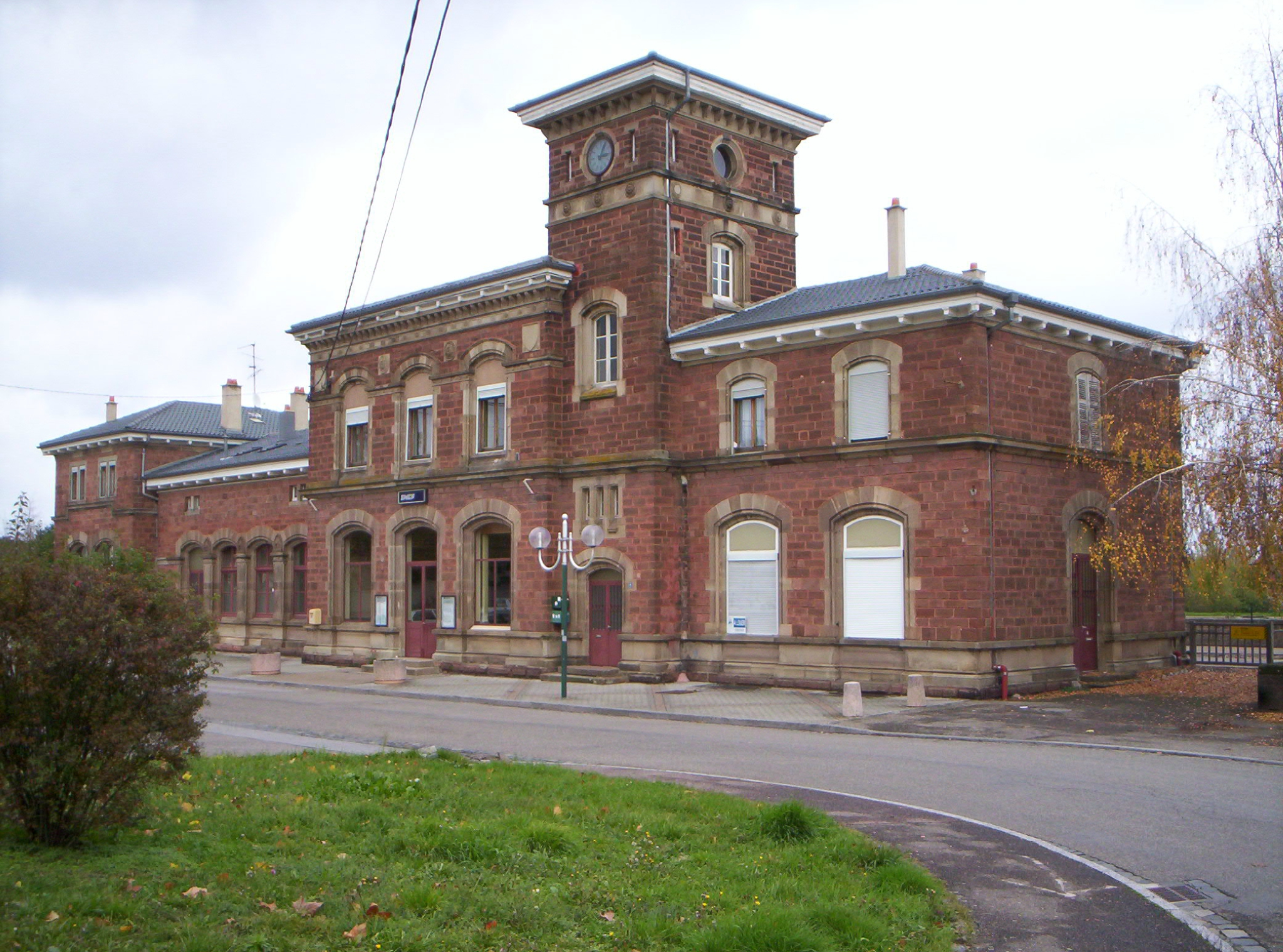
Le bâtiment de la gare, en 2004.

- une aile de trois travées à étage au toit à croupe ;
- une tour d'horloge de section carrée à deux étages remplaçant la 3e travée de l'aile de droite ;
- un pavillon à étage de trois travées, plus haut et couvert d'un toit à quatre versants ;
- une aile basse avec étage dans les combles dotée de quatre travées (cinq côté quais) ;
- un pavillon mi-haut de deux travées se prolongeant par une extension basse de section semi-octogonale.

Ce grand bâtiment disposait en 1877 d'une grande salle d'attente pour les voyageurs de 1re et 2e classe avec buffet, d'une salle pour les dames, d'un buffet séparé pour les voyageurs de 3e classe ainsi que d'un local pour la poste. La halle aux marchandises est une construction séparée longue d'une cinquantaine de mètres.
Le bâtiment de la gare accueille un club de billard dans le pavillon de gauche ; l'étage et la salle des guichets étant inoccupés. Une crèche et un bureau de psychopédagogue sont installés dans l'ancienne halle à marchandises.